# Смотритель (роман)
«Смотритель» — тринадцатый роман российского писателя Виктора Пелевина, состоящий из двух книг. Первая часть («Орден жёлтого флага») вышла 3 сентября 2015 года. Вторая часть («Железная бездна») поступила в продажу 29 сентября 2015 года.
В анонсе издательства «Эксмо» говорится:

Император Павел Первый, великий алхимик и месмерист, не был убит заговорщиками — переворот был спектаклем, позволившим ему незаметно покинуть Петербург. Павел Алхимик отбыл в новый мир, созданный гением Франца-Антона Месмера, — Идиллиум. Павел стал его первым Смотрителем. Уже третье столетие Идиллиум скрывается в тени нашего мира, взаимодействуя с ним по особым законам. Охранять Идиллиум — дело Смотрителей, коих сменилось уже немало. Каждый новый должен узнать тайну Идиллиума и понять, кто такой он сам…

## Отзывы и критика
Галина Юзефович в интервью для Meduza считает: «Из всех ключевых элементов типового серийного продукта под названием „новый Пелевин“ в „Смотрителе“ присутствует только один — представление об иллюзорности всего сущего. Очищенный от актуальных аллюзий и пророческого пафоса, а заодно и от языковой игры, дистиллированный и бесцветный „Смотритель“ представляет собой — ну, да, типичного голого короля».
Дмитрий Быков для телеканала Дождь также прокомментировал выход книги: «Любая новая книга Пелевина — это событие. Даже если Пелевин выпустит телефонную книгу, это будет событие. Он — самое точное зеркало реальности, замечательный её отражатель, который умеет отойти на почтительное расстояние и с этого расстояния её обобщить. Мы всегда ищем у него ответы на то, что происходит. Но сейчас в творчестве Пелевина произошел какой-то принципиальный сдвиг: эта реальность стала его отвращать до такой степени… Да и, в общем, содержательные высказывания сейчас невозможны: чего бы ты ни высказал, ты обязательно попадешь в кого-то против своего желания. Даже высказывая самую примитивную мысль, ты будешь восприниматься как возмутитель спокойствия».
Андрей Архангельский для газеты Коммерсантъ: «Новый роман Пелевина не оправдал надежд на возвращение искрометности рассказов 1990-х или хотя бы бархатного интеллектуализма романов 2000-х. Даже конструкция романа не меняется годами — такое ощущение, что Пелевин издевается над критиками. С размеренностью Мерфи, героя Сэмюэла Беккета, который целый день ритмично качался на кресле-качалке, Пелевин ни на йоту не отклоняется от своего иезуитского ритма. Рождение и обучение героя (15 страниц) — инициация (20 страниц) — женщина (12 страниц) — опять инициация, посвящение в высшую касту (22 страницы) — история сотворения мира (20 страниц) — разоблачение и разрушение мира (50—60 страниц). Автор в этом смысле работает как часы. Он даже не может отказаться от образа Башни, которая лет уже 10 или 15 сопровождает героя при инициации. Но отличие этого романа от двух, скажем, предыдущих в том, что тут сюжет, тема и прием очень подходят друг другу».